# Régiment régional
Cet article concerne les unités de la Seconde Guerre mondiale. Pour les régiments régionaux créées en 1887, voir réorganisation des corps d'infanterie français (1887).

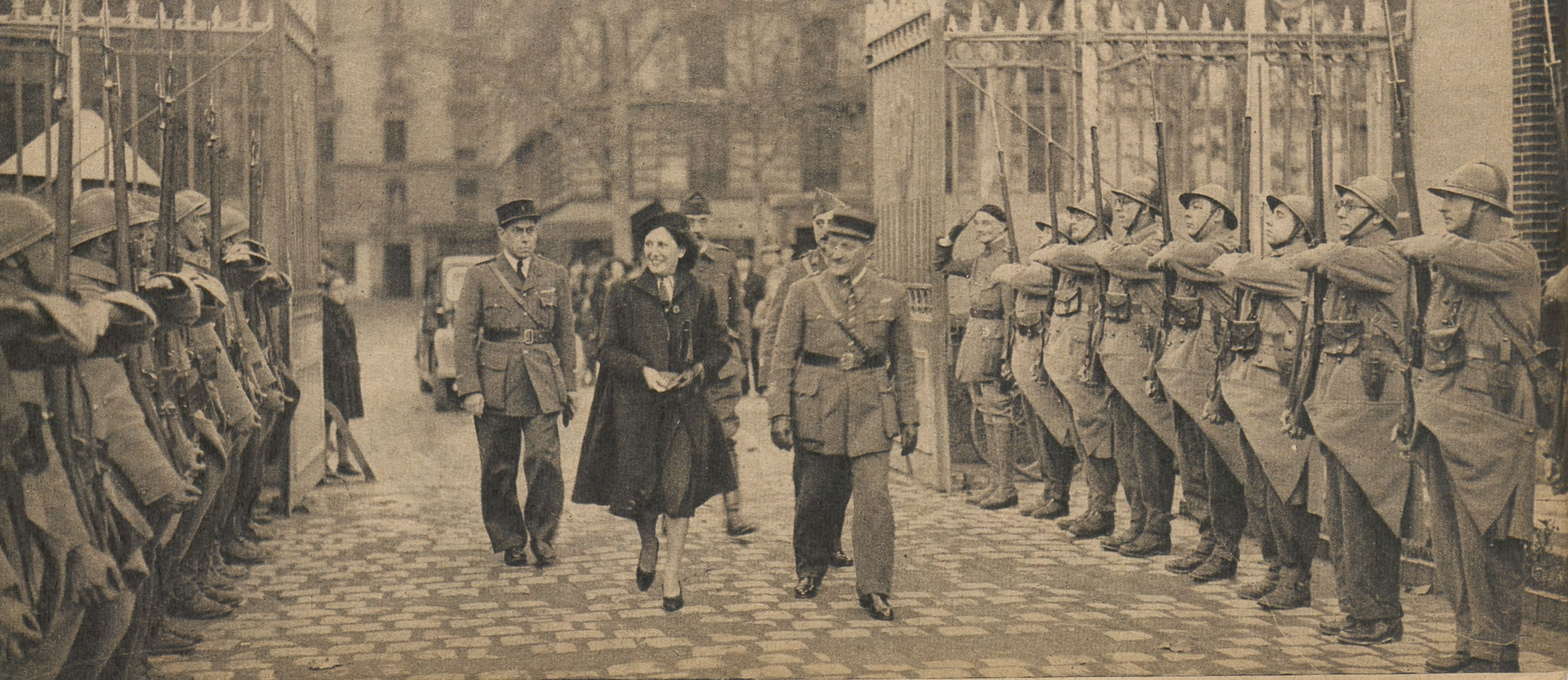
La compagnie cycliste du régiment régional de Paris salue l'aviatrice Maryse Bastié le 9 11 1939.

Un régiment régional est, pendant la Seconde Guerre mondiale, un régiment de réserve de l'armée de terre française, formé de soldats âgés, chargé de garder les lignes arrière, à l'image de l'infanterie territoriale de la Grande Guerre.

## Historique
En 1934, l'état-major envisage la création de troupes régionales adaptées à l'organisation territoriale.
Les régiments sont brièvement mobilisés en 1938 pendant la crise des Sudètes,.
Mal équipés, les régionaux se retrouvent en première ligne à la suite des percées allemandes lors de la bataille de France en mai-juin 1940.

## Organisation

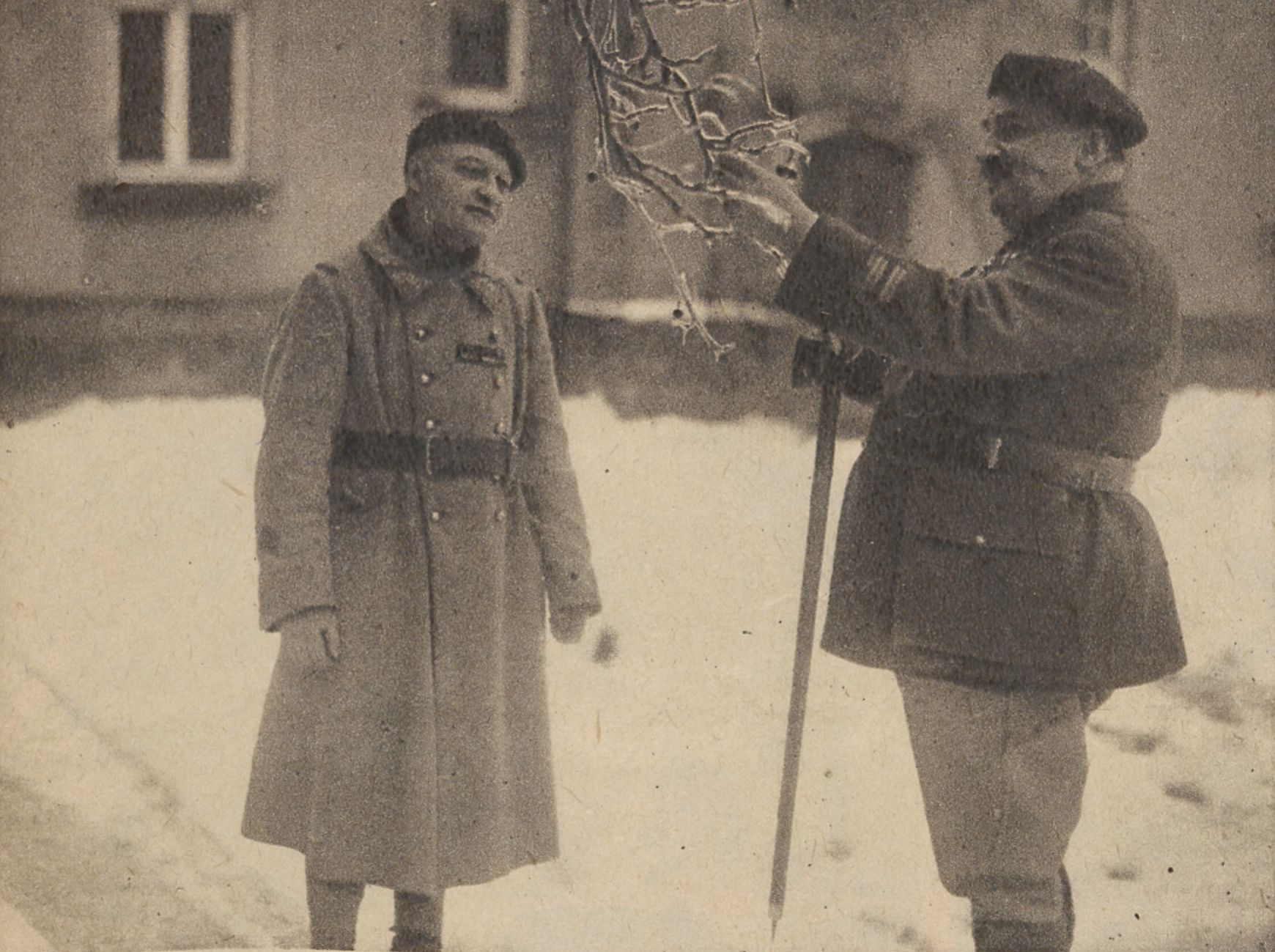
Le colonel et un caporal d'un régiment régional de protection lorrain, à Aulnois-sur-Seille début 1940.

Un régiment correspond généralement à un département et un bataillon à un arrondissement. 
Les régiments régionaux recrutent les soldats des classes les plus âgées (35-45 ans), encadrés par des vétérans de la Première Guerre mondiale. Les régiments sont prévus en temps de paix mais réellement formés qu'à la mobilisation.

## Classification et missions
On distingue :
- Les unités chargées de la protection des points d'intérêt ou de la garde des étrangers internés en France : régiments régionaux de garde (RRG), régiments régionaux de protection (RRP) ou régiment régionaux d'infanterie (RRI ou RIR). En région alpine, ces régiments régionaux sont parfois alpins (RRA, régiment régional alpin). S'il s'agit de bataillons, on trouve pareillement les bataillons régionaux (BR), les bataillons régionaux de protection (BRP), les bataillons autonomes régionaux (BAR) et les bataillons autonomes régionaux de protection (BARP)[3].

- Les régiments régionaux de travailleurs (RRT ou RT), chargés de travaux au profit des armées. Désigné bataillon régional de travailleurs (BRT) s'il s'agit d'un bataillon[3].

## Équipement

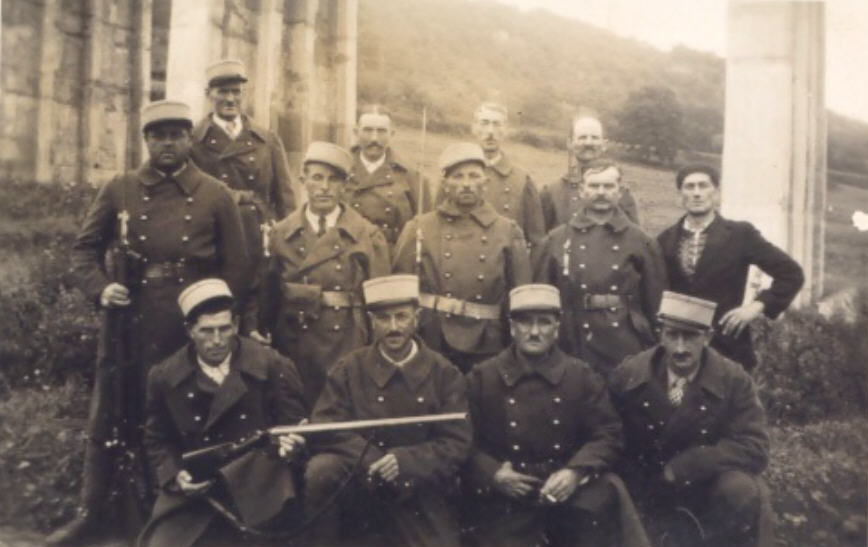
Régionaux gardant le Viaduc de Waville en 1939.

L'uniforme est souvent le bleu horizon de la Grande Guerre. L'armement des régiments est dépassé. Les fusils sont des Gras modèle 1874 ou des Lebel modèle 1886 et 1886/93, les fusils-mitrailleurs sont des Chauchat modèle 1915 ou des MAC modèle 1924 et les revolvers sont du modèle 1892. L'armement manque et certains régionaux travailleurs ne disposent que d'un fusil pour dix.
Les régiments sont parfois renforcés de sections de quatre chars Renault FT, armés d'une mitrailleuse. De même, certains régiments possèdent une ou plusieurs sections portées de canons de 65 mm de montagne.

## Liste des régiments régionaux
| Région militaire      | No  | Type de régiment | Centre mobilisateur                                                                             | Stationnement                                                                                | Organisation | Remarque |
| --------------------- | --- | ---------------- | ----------------------------------------------------------------------------------------------- | -------------------------------------------------------------------------------------------- | --- | --- |
| 1 : Lille             | 11  | RR               | CMI 11 (Dunkerque, Calais, Boulogne)                                                            | Saint-Omer, Boulogne, Calais,                                                                | 2 bataillons : 9 compagnies mixtes, 2 compagnies de défense passive, 1 compagnie de transport automobile, 1 section de garde d'étrangers, 2 pelotons de circulation routière                                                                                   | Le 3e bataillon devient le 511e bataillon régional de protection à Dunkerque. Le régiment engage deux compagnies dans la bataille de Calais. |
| 1 : Lille             | 12  | RRP              | CMI 12 (Lille, Béthune, Valenciennes) Dépôt de chars 509                                        | Lille, Roubaix, Tourcoing, Armentières                                                       | 2 bataillons mixtes : 7 compagnies mixtes, 1 compagnie de destruction, 1 section de garde d'étrangers, 1 peloton de circulation routière 1 bataillon de défense passive à 4 compagnies 4 sections de chars FT                                                  | |
| 1 : Lille             | 13  | RRP              | CMI 13 (Cambrai, Arras, Avesnes)                                                                | Cambrai, Le Quesnoy, Maubeuge, Le Cateau                                                     | 2 bataillons mixtes : 3 compagnies mixtes, 2 compagnies de défense passive, 2 compagnies de pionniers, 4 compagnies de destruction, 1 section de garde d'étrangers, 3 pelotons de circulation routière                                                         | commandé par le lieutenant-colonel Santilli, quatre à six compagnies sont affectées au Secteur fortifié de Maubeuge |
| 1 : Lille             | 14  | RRT              | CMI 11                                                                                          | Hazebrouck                                                                                   | 2 bataillon de pionniers : 8 compagnies de pionniers, 4 compagnies de transport hippomobile 1 compagnie de stockage | Rattaché au Secteur fortifié des Flandres. Une compagnie par bataillon est armée. Participe à la défense de Dunkerque, en partie évacué. |
| 1 : Lille             | 15  | RRT              | CMI ?                                                                                           | Saint-Omer, Bailleul                                                                         | 3 bataillons de pionniers : 12 compagnies de pionniers, 3 compagnies de transport hippomobile | Rattaché au Secteur fortifié des Flandres. Participe à la défense de Dunkerque jusqu'à la fin. |
| 1 : Lille             | 16  | RRT              | CMI 12                                                                                          | Lille, Douai, Seclin                                                                         | 3 bataillons de pionniers : 12 compagnies de pionniers, 3 compagnies de transport hippomobile | Rattaché au Secteur fortifié de Lille. Commandé par le lieutenant-colonel Chevillard, participe à la défense de Dunkerque. |
| 1 : Lille             | 17  | RRT              | CMI 12                                                                                          | Thun-l'Évêque                                                                                | 3 bataillons de pionniers : 12 compagnies de pionniers, 3 compagnies de transport hippomobile 1 compagnie de stockage | Rattaché au Secteur fortifié de l'Escaut. Pendant la bataille de Dunkerque, le régiment parvient à embarquer pour revenir former des compagnies de travailleurs à Plancoët. |
| 1 : Lille             | 18  | RRT              | CMI 13                                                                                          | Le Quesnoy, Landrecies                                                                       | 3 bataillons de pionniers : 12 compagnies de pionniers, 3 compagnies de transport hippomobile 1 compagnie de stockage | Commandé par le lieutenant-colonel Wimet et rattaché au Secteur fortifié de Maubeuge, dissout le 15 avril 1940 |
| 1 : Lille             | 19  | RRT              | CMI 13                                                                                          | Avesnes, Hautmont                                                                            | 3 bataillons de pionniers : 12 compagnies de pionniers, 3 compagnies de transport hippomobile 1 compagnie de stockage | Commandé par le lieutenant-colonel Wiels et rattaché au Secteur fortifié de Maubeuge. Capturé pendant la Bataille de Dunkerque[réf. souhaitée] |
| 1 : Lille             | 511 | BRP              | ancien 3e bataillon du 11e RR                                                                   | Dunkerque                                                                                    | 3 compagnies d'infanterie, 3 compagnies de défense passive, 1 compagnie de destruction, 1 compagnie de transport | Commandé par le chef de bataillon Roger. Défend Dunkerque jusqu'à la reddition du camp retranché. |
| 1 : Lille             | 512 | RRI              | CMI 12[réf. souhaitée]                                                                          | Béthune, Pont-à-Vendin, Lens                                                                 | 2 bataillons : 7 compagnies d'infanterie, 2 compagnies de défense passive, 1 section de destruction, 1 section de transport hippomobile, 1 section de garde d'étrangers[réf. souhaitée]                                                                        | |
| 1 : Lille             | 513 | BRP              | CMG 3 (Arras)[réf. souhaitée]                                                                   | Arras[réf. souhaitée]                                                                        | 3 compagnies, 2 de compagnies de défense passive, 1 section de destruction, 1 section de transport hippomobile, 1 section de garde d'étrangers, 1 peloton de Circulation Routière[réf. souhaitée]                                                              | |
| 1 : Lille             | 514 | RRP              | CMI 12[réf. souhaitée] Dépôt de chars 509                                                       | Valenciennes, Douai                                                                          | 2 bataillons : 8 compagnies, 2 compagnies de défense passive, 2 compagnies de destruction, 2 pelotons de circulation, 2 sections de transport hippomobile, 1 section de garde d'étrangers[réf. souhaitée] 4 sections de chars FT                               | |
| 2 : Amiens            | 21  | RRT              | CMI 24 (Stenay, Montmédy, Sedan, Mouzon)[réf. souhaitée]                                        | Mouzon, Sedan                                                                                | 2 bataillons de pionniers à 4 compagnies[réf. souhaitée] | Employé dans le Secteur fortifié de Montmédy[réf. souhaitée]. Dissout le 15 janvier 1940 |
| 2 : Amiens            | 22  | RRT puis RRP     | CMI 23 (Mézières, Revin)                                                                        | Mézières, Revin                                                                              | | devient RRP en janvier 1940. Replié au Bugues. |
| 2 : Amiens            | 23  | RRT              | CMI 23 CMI 21 (Soissons, Laon, Hirson)[réf. souhaitée]                                          | Rocroi, Hirson                                                                               | 2 bataillons de pionniers à 4 compagnies[réf. souhaitée] | Dissout le 15 janvier 1940. Une autre source le donne replié à Vic-Fezensac en août 1940. |
| 2 : Amiens            | 24  | RRG              | CMI 22 (Amiens, Beauvais) CMC 2 (Compiègne, Senlis)[réf. souhaitée]                             | Beauvais, Senlis, Compiègne                                                                  | 3 bataillons : 8 compagnies d'Infanterie , 3 compagnies de pionniers, 1 compagnie de défense passive, 5 sections de garde d'étrangers, 3 pelotons de circulations routières[réf. souhaitée]                                                                    | commandé par le colonel Marié, fin décembre 1939 puis par le commandant Vautrin et enfin par le lieutenant-colonel Paoli. Deux compagnies du régiment défendent, avec d'autres unités,Verberie sur l'Oise du 8 au 11 juin 1940 puis sur la Loire à Sully-sur-Loire le 17 juin. Journal régimentaire : Le Canard kaki. |
| 2 : Amiens            | 25  | RRG              |                                                                                                 | Saint-Quentin, Laon, Marle, Chauny, La Fère                                                  | | Une compagnie défend Marle du 15 au 16 mai 1940 puis le gros du bataillon se retire le 17 vers Vailly-sur-Aisne, Soissons et Château-Thierry. Replié à Allassac et Objat. |
| 2 : Amiens            | 26  | RRT              |                                                                                                 | Senlis                                                                                       | | . Replié à Saint-Hilaire. |
| 2 : Amiens            | 27  | RRT              | CMI 22 (Amiens, Beauvais)[réf. souhaitée]                                                       | Beauvais                                                                                     | 4 bataillons : 21 compagnies, 3 compagnies de transport hippomobile[réf. souhaitée] | Défend le Mort-Homme du 4 au 13 juin 1940 puis se replie sur Saint-Dié |
| 2 : Amiens            | 28  | RRG              | CMI ? Dépôt de chars 504                                                                        | Amiens, Abbeville, Albert                                                                    | Article détaillé : 28e régiment régional . | Article détaillé : 28e régiment régional . |
| 2 : Amiens            | 29  | RR               |                                                                                                 | Vouziers, Sedan, Mouzon                                                                      | | commandé par le lieutenant-colonel Lasseray |
| 3 : Rouen             | 31  | RR               | CMI 32 (Rouen, Eu) CMC 3 (Évreux, Saint-Lô) CMCC 513 (Rouen)[réf. souhaitée]                    | Rouen, Le Havre                                                                              | 8 bataillons2 sections de chars FT | commandé par le colonel Thomas. Replié à Marmande. |
| 3 : Rouen             | 32  | RRT              | CMI 32[réf. souhaitée] CMA 303 (Vernon)[réf. souhaitée]                                         | Vernon (Eure)                                                                                | 2 bataillons de pionniers : 12 compagnies et 2 sections de transport hippomobiles[réf. souhaitée] | Replié à Marmande. |
| 3 : Rouen             | 33  | RRT              |                                                                                                 | Saint-Étienne-du-Rouvray, Oissel                                                             | | Commandé par le lieutenant-colonel Boulet en 1939, puis Peyrou en 1940. Affecté au Secteur fortifié de Faulquemont. Mis à la disposition de la 8e DIC, il combat en juin 1940 sur la Seine et sur la Loire. |
| 3 : Rouen             | 34  | RRT              | CMI 32[réf. souhaitée]                                                                          | Eu (Seine-Inférieure) puis détaché en région parisienne                                      | 2 bataillons : 11 compagnies et 1 compagnie de parc[réf. souhaitée] | Commandé par les lieutenants-colonels de Job puis Segrétain. Devient 34e bataillon de travailleurs le 16 avril 1940. Replié à Marmande. |
| 3 : Rouen             | 35  | RRT              | CMI 31 (Le Havre, Caen, Lisieux)[réf. souhaitée]                                                | Le Havre puis détaché                                                                        | | Commandé par les lieutenants-colonels de Colombel puis Costedoat. Détaché au Secteur fortifié du Jura[réf. souhaitée]. Replié à Douelle (Lot) |
| 3 : Rouen             | 36  | RRI/RRP          | CMI 31 CMI 33[réf. souhaitée]                                                                   | Saint-Lô                                                                                     | 2 bataillons mixtes : 9 compagnies d'infanterie et 3 de pionniers 3 bataillons de garde d'étrangers : 13 sections[réf. souhaitée] | Chargé de la garde des voies ferrés et des ponts dans le Cotentin, fait face à l'invasion allemande à la mi-juin 1940. Replié sur Vic-Fezensac en juillet 1940,. |
| 4 : Le Mans           | 40  | RR               |                                                                                                 | Dreux, Chartres                                                                              | | |
| 4 : Le Mans           | 41  | RR               | CMI ? Dépôt de chars 501                                                                        | Le Mans, Mamers, Flers, Laval                                                                | 3 bataillons mixtes : 8 compagnies d'infanterie, 1 compagnie de pionniers, 1 compagnie de défense passive, 2 pelotons de circulation routière 2 bataillons de garde d'étrangers : 11 sections[réf. souhaitée] 1 section de canons de 65 2 sections de chars FT | |
| 4 : Le Mans           | 42  | RR               |                                                                                                 | Rennes, Saint-Brieuc, Saint-Malo, Vitré, Paimpol, Dinan                                      | | |
| 5 : Orléans           | 51  | RRI              | CMI 51 (Orléans, Blois) CMG 38 (Montargis)[réf. souhaitée]                                      | Orléans, Montargis                                                                           | Article détaillé : 51e régiment régional . | Article détaillé : 51e régiment régional . |
| 5 : Orléans           | 52  | RR               | CMI 51[réf. souhaitée]                                                                          | Blois, Vendôme                                                                               | | devient 52e bataillon régional le 1er avril 1940 |
| 5 : Orléans           | 53  | RRP              | CMI 52[réf. souhaitée] (Bourges, Avord)                                                         | Bourges, Vierzon, Sancerre                                                                   | ? 2 sections de chars FT | . Replié à Salignac (Gironde). 1 200 soldats sont faits prisonniers par les Allemands et initialement gardés à Bourges. |
| 5 : Orléans           | 54  | RR               | CMI 53[réf. souhaitée] (Nevers, Cosne)                                                          | Nevers, Cosne, Clamecy                                                                       | | devient 54e bataillon régional en mai 1940. Replié à Valroufié. |
| 6 : Metz              | 60  | BR               | CMI 61(Thionville, Labry) CMI 65 (Verdun, Saint-Mihiel) CMI 67 (Metz, Bockange)[réf. souhaitée] | Metz                                                                                         | | Participe à l'évacuation des civils habitants le long de la ligne de front en août 1939. Commandé par le chef de bataillon Romarie. Dissout le 31 mars 1940. |
| 6 : Metz              | 61  | RRP              |                                                                                                 | Thionville                                                                                   | 3 bataillons (passe à 2 bataillons le 15 janvier 1940)[réf. souhaitée] | Affecté à la garde des dépôts et des ponts entre Thionville et Metz jusqu'au 13 juin 1940. Sept prisonniers sont exécutés par les Allemands le 17 à Sainte-Suzanne. Le régiment défend Montbéliard le 18. Replié à Cajarc et Figeac, une partie du régiment est internée en Suisse,.                                  |
| 6 : Metz              | 62  | RRP              | CMI ? (Châlons-sur-Marne)                                                                       | Bar-le-Duc, Saint-Mihiel, Commercy                                                           | | Replié à Capdenac-Gare |
| 6 : Metz              | 63  | RRP              | CMI 63 (Longuyon, Étain)[réf. souhaitée]                                                        | Longuyon, Étain                                                                              | 2 bataillons : 9 compagnies 4 sections de garde d'étrangers[réf. souhaitée] | dissout le 31 mars 1940 |
| 6 : Metz              | 64  | RRP              |                                                                                                 | Châlons-sur-Marne, Épernay, Reims                                                            | ? 1 section de chars FT à partir d'avril 1940 | Replié à Aurillac |
| 6 : Metz              | 65  | RRP              |                                                                                                 | Verdun, Dun-sur-Meuse                                                                        | | Capturé autour de Crépey, |
| 6 : Metz              | 66  | Compagnie        | CMI 65[réf. souhaitée]                                                                          | Teting-sur-Nied                                                                              | | Rattachée au Secteur fortifié de Faulquemont. Placée sous les ordres du 4e bataillon du 68e RR le 15 janvier 1940 |
| 6 : Metz              | 68  | RR               | CMI 64 (Reims, Mourmelon) CMI 66 (Metz, Zimming)[réf. souhaitée]                                | Metz                                                                                         | 4 bataillons d'infanterie 1 bataillon de pionniers 2 bataillons de défense passive[réf. souhaitée] 2 puis 1 sections de chars FT 2 sections de canons de 65 | Participe à l'évacuation des civils habitants le long de la ligne de front en août 1939. Commandé par le lieutenant-colonel Ménard. Défendant la vallée du Rhône, la majorité de l'unité est capturée le 19 juin. Le reste replié à Figeac.                                                                           |
| 6 : Metz              | 69  | RR               |                                                                                                 | Metz, Pont-à-Mousson, Briey                                                                  | | Commandé par le lieutenant-colonel Riand, rattaché au groupement Brusseaux mi-juin 1940, combat sur la Meuse à gauche de la 1re DIC, capturé dans les Vosges |
| 7 : Besançon          | 71  | RRP              |                                                                                                 | Colmar, Ribeauvillé, Eguisheim, Rouffach                                                     | | Replié à Albefeuille-Lagarde et Mozac |
| 7 : Besançon          | 72  | RR               |                                                                                                 | Territoire de Belfort                                                                        | | Replié à Castanet et Vaïssac |
| 7 : Besançon          | 73  | RRI              | CMI 73 (Lons-le-Saunier, Dole, Pontarlier)[réf. souhaitée]                                      | Lons-le-Saunier, Fort des Rousses, Dole, Poligny (Jura)                                      | 3 bataillons mixtes : 7 compagnies d'infanterie, 1 compagnie de pionniers, 1 compagnie de défense passive 1 bataillon de garde d'étrangers[réf. souhaitée] | Lieutenant-colonel Bocquillon. Replié à Saverdun. |
| 7 : Besançon          | 74  | RR               | CMI 74 (Chaumont, Langres)[réf. souhaitée]                                                      | Chaumont, Langres, Chalindrey                                                                | 2 bataillons mixte 1 bataillon de garde d'étrangers 1 section de canons de 65 | Lieutenant-colonel Raoul. Combat du 13 au 15 juin à Perthes, Joinville, Vraincourt, Hûmes et à Foulain[réf. souhaitée]. Replié à Noueilles. |
| 7 : Besançon          | 75  | RR               | CMI 72 (Belfort, Thann) CMA 327 (Belfort, Mulhouse, Colmar, Héricourt)[réf. souhaitée]          | Thann, Mulhouse                                                                              | 2 bataillons d'infanterie : 7 compagnies d'infanterie, 2 compagnies de défense passive, 4 sections de gardes étrangers 1 bataillon de pionniers : 4 compagnies de pionniers[réf. souhaitée]                                                                    | Commandé par le lieutenant-colonel Valot. Travaille sur les bords du Rhin pendant l'hiver. Défend fin juin Givors, Rive-de-Gier et le Vivarais. Replié à Vaïssac. |
| 7 : Besançon          | 76  | RRT              |                                                                                                 | Aspach, Mulhouse, Cernay                                                                     | | Défend Voreppe (Isère) fin juin. Replié à Vaïssac. |
| 7 : Besançon          | 77  | RR               | CMA 7 (Besançon)[réf. souhaitée]                                                                | Besançon, Pontarlier                                                                         | 2 bataillons mixtes : 4 compagnies d'infanterie, 2 compagnies de gardes-frontières, 3 compagnies de pionniers, 3 sections de garde d'étrangers[réf. souhaitée] 1 section de canons de 65 2 sections de chars FT                                                | Commandé par le lieutenant-colonel Barillé. Journal de front : Le Double-Sept. Mis à dispotion du Secteur fortifié du Jura. Combat devant Besançon mi-juin 1940. Replié à Castanet. |
| 7 : Besançon          | 78  | RR               | CMC 7 (Vesoul, Lure)[réf. souhaitée]                                                            | Vesoul, Lure, Gray                                                                           | 2 bataillons mixtes : six compagnies d'infanterie, deux compagnies de défense passive[réf. souhaitée] 1 bataillon de garde de prisonniers | Commandé par le lieutenant-colonel de Béarn. Replié à Piquecos. |
| 7 : Besançon          | 79  | RR               |                                                                                                 | Montbéliard                                                                                  | | Dissous en novembre 1939 |
| 8 : Dijon             | 81  | RR               | CMI 81 (Dijon, Autun)[réf. souhaitée]                                                           | Saulon-la-Chapelle, Dijon, Montbard,Beaune                                                   | Article détaillé : 81e régiment régional . | Article détaillé : 81e régiment régional . |
| 8 : Dijon             | 82  | RR               |                                                                                                 | Chalon-sur-Saône, Chagny, Le Creusot, Digoin                                                 | | |
| 8 : Dijon             | 83  | RIR              | CMI 83 (Auxerre, Sens)[réf. souhaitée]                                                          | Auxerre, Sens                                                                                | 2 bataillons mixtes : 8 compagnies d'infanterie et 3 compagnies de pionniers motorisées 9 sections de garde d'étrangers[réf. souhaitée] | Devient 83e bataillon autonome régional le 1er avril 1940 |
| 8 : Dijon             | 84  | RR               |                                                                                                 | Troyes, Bar-sur-Aube, Brienne                                                                | | |
| 9 : Tours             | 90  | BAR              |                                                                                                 | Châteauroux                                                                                  | | Formé fin mai 1940 |
| 9 : Tours             | 91  | RR               |                                                                                                 | Tours, Angers, Poitiers                                                                      | ? 2 sections de chars FT 2 sections de canons de 65 | Replié à Périgueux |
| 9 : Tours             | 92  | RR               |                                                                                                 | Limoges, Châteauroux, Angoulême                                                              | ? 2 sections de chars FT | Replié à Bergerac |
| 9 : Tours             | 93  | RR               |                                                                                                 | Poitiers                                                                                     | | Formé le 1er avril 1940 |
| 9 : Tours             | 99  | RR               |                                                                                                 | Camp du Ruchard, Le Blanc                                                                    | Régiment de garde d'étrangers | Replié à Douadic |
| 11 : Nantes           | 111 | RR               | CMI 111 (Nantes, Vannes) CMI 112 (Lorient, Quimper)[réf. souhaitée]                             | Nantes, Bouguenais, Saint-Nazaire; Garde la région entre Les Sables-d'Olonne et Lorient.     | 4 bataillons mixtes : 13 compagnies d'infanterie, 4 compagnies de défense passive 1 bataillon de garde d'étrangers : 4 compagnies[réf. souhaitée] 1 section de chars FT                                                                                        | Commandé par le lieutenant-colonel Ayme. Couvre l'embarquement du cuirassée Jean Bart |
| 11 : Nantes           | 112 | RR               | CMI 114 (Guingamp, Landerneau, Lambezellec) CMCI 119 (Fontenay le Comte)[réf. souhaitée]        | Brest, Quimper                                                                               | 3 bataillons mixtes : 9 compagnies d'infanterie, 1 compagnie de défense passive 5 sections de garde d'étrangers[réf. souhaitée] | Devient 112e bataillon régional |
| 13 : Clermont-Ferrand | 131 | RR               | CMI 131 (Saint-Étienne, Roanne, Le Puy-en-Velay)[réf. souhaitée]                                | Saint-Étienne, Roanne, Le Puy-en-Velay                                                       | 2 bataillons d'infanterie : 10 compagnies 1 bataillon de défense passive : 4 compagnies 1 bataillon de garde d'étrangers[réf. souhaitée] 2 sections de chars FT                                                                                                | Replié à Lapte |
| 13 : Clermont-Ferrand | 132 | RR               |                                                                                                 | Clermont-Ferrand, Bourg-Lastic, Aurillac                                                     | 1 compagnie de défense passive : 12e Cie 2 sections de chars FT | Replié à Tulle et Ussel |
| 13 : Clermont-Ferrand | 133 | RRI              |                                                                                                 | Montluçon, Moulins, Vichy                                                                    | | Réduit à un seul bataillon en novembre 1939 |
| 14 : Lyon             | 141 | RR               |                                                                                                 | Annecy, Le Fayet, Gex, Annemasse, Thonon-les-Bains                                           | | Défend le 19 juin le Secteur défensif du Rhône. Rattaché au groupement Cartier. Combat à Bellegarde (Bellegarde-sur-Valserine), Rumilly. Capturé près de Cessens par l'IR 93. À Annecy à la fin de la campagne. |
| 14 : Lyon             | 142 | RR               |                                                                                                 | Lyon, Bourgoin-Jallieu, Saint-Priest, Villefranche-sur-Saône, Vienne                         | ? 3 sections de chars FT 2 sections de canons de 65 | Commandé par le colonel Michel. Rattaché au groupement Cartier. Replié à Vif (Isère). |
| 14 : Lyon             | 143 | RR               |                                                                                                 | Grenoble, Chambaran                                                                          | ? 1 sections de chars FT 1 section de canons de 65 | Une demi-compagnie est rattachée au groupement Cartier. À Grenoble à la fin de la campagne |
| 14 : Lyon             | 144 | RRA              | CMI 144 (Embrun, Briançon, Romans) CMI 148 (Gap, Barcelonnette, Jausiers)[réf. souhaitée]       | Gap, Embrun, Briançon, Veynes                                                                | 2 bataillons : 4 compagnies d'infanterie, 1 compagnie de défense passive[réf. souhaitée] 3 sections de garde d'étrangers[réf. souhaitée] 1 section de chars FT                                                                                                 | Réduit à un seul bataillon le 16 avril 1940. Replié à Alixan. |
| 14 : Lyon             | 145 | RRA              | CMI 145 (Bourg-en-Bresse, Belley, Sathonay)[réf. souhaitée]                                     | Bourg-en-Bresse, Ambérieu-en-Bugey                                                           | 1 bataillon : 3 compagnies d'infanterie et 2 sections de défense passive 2 bataillons de garde d'étrangers : 10 sections[réf. souhaitée] | Réduit à un seul bataillon le 1er mars 1940. Rattaché au groupement Cartier. Replié à Saint-Captes[Où ?]. |
| 14 : Lyon             | 146 | RR               | CMI 144 CMCC 504 (Valence, Montélimar)[réf. souhaitée]                                          | Valence                                                                                      | 3 bataillons : 6 compagnies d'infanterie, 3 compagnies de défense passive 1 bataillon de garde d'étrangers[réf. souhaitée] | Réduit à un seul bataillon le 16 mai 1940. Finit la guerre à Montélimar. |
| 14 : Lyon             | 147 | RR               | CMI 147 (Chambéry)[réf. souhaitée]                                                              | Maurienne                                                                                    | 3 bataillons : 7 compagnies d'infanterie, 1 compagnie de pionniers, 1 compagnie de défense passive 3 bataillons de garde d'étrangers : 22 sections[réf. souhaitée] 1 section de chars FT                                                                       | Dissout le 10 juin 1940[réf. souhaitée]. Le reliquat à Chambon (Gard). |
| 15 : Marseille        | 150 | RR (ou BR)       |                                                                                                 | Ajaccio, Bastia, Corte                                                                       | | |
| 15 : Marseille        | 151 | RRP              | CMI 155[réf. nécessaire]                                                                        | Avignon, Privas, Nîmes                                                                       | ? 3 sections de canons de 65 | À Avignon en août 1940 |
| 15 : Marseille        | 152 | RRP              |                                                                                                 | Avignon                                                                                      | Régiment de garde d'étrangers | Dissout en novembre 1939 |
| 15 : Marseille        | 153 | RR               |                                                                                                 | Nîmes                                                                                        | Régiment de garde d'étrangers | |
| 15 : Marseille        | 154 | RR               |                                                                                                 | Privas                                                                                       | Régiment de garde d'étrangers | |
| 15 : Marseille        | 155 | RR               |                                                                                                 | Toulon, Hyères                                                                               | | À Hyères en août 1940 |
| 15 : Marseille        | 156 | RRP              |                                                                                                 | Aix-en-Provence                                                                              | | |
| 15 : Marseille        | 157 | RRP              |                                                                                                 | Marseille                                                                                    | ? 2 sections de chars FT | Commandé par le lieutenant-colonel Duval. À Marseille en août 1940. |
| 15 : Marseille        | 158 | RR               |                                                                                                 | Nice, Juan-les-Pins, Villefranche-sur-Mer                                                    | ? 1 section de chars FT | Commandé par le lieutenant-colonel Nicora. À Digne en août 1940. |
| 15 : Marseille        | 159 | RRP              |                                                                                                 | Grasse, Digne-les-Bains, Sisteron                                                            | | Dissout le 20 mai 1940. Le reliquat au dépôt 151 à Privas. |
| 16 : Montpellier      | 160 | RR               |                                                                                                 | Rodez, Mende                                                                                 | | À Albi en août 1940 |
| 16 : Montpellier      | 161 | RR               |                                                                                                 | Albi, Castres, Carmaux                                                                       | | |
| 16 : Montpellier      | 162 | RR               |                                                                                                 | Montpellier, Béziers                                                                         | ? 1 section de chars FT | Dissout le 24 janvier 1940. Le reliquat à Montpellier en août 1940. |
| 16 : Montpellier      | 163 | RR               |                                                                                                 | Narbonne                                                                                     | | Toujours à Narbonne en août 1940. |
| 16 : Montpellier      | 164 | RR               |                                                                                                 | Perpignan                                                                                    | | |
| 17 : Toulouse         | 171 | RR               |                                                                                                 | Toulouse, Saint-Girons, Foix                                                                 | ? 2 sections de chars FT | Toujours à Toulouse en août 1940. |
| 17 : Toulouse         | 172 | RR               |                                                                                                 | Montauban, Cahors                                                                            | | À Agen en août 1940. |
| 17 : Toulouse         | 173 | RR               |                                                                                                 | Agen                                                                                         | | Toujours à Agen en août 1940. |
| 18 : Bordeaux         | 181 | RR               |                                                                                                 | Bordeaux, Blaye, Libourne, Saint-André-de-Cubzac, La Rochelle, Rochefort, Saintes, Île de Ré | ? 2 sections de chars FT | Lieutenant-colonel Ducos puis colonel Prudhomme. À Montségur en août 1940. |
| 18 : Bordeaux         | 182 | RR               |                                                                                                 | Tarbes, Arreau, Lannemezan, Lourdes, Mont-de-Marsan, Dax, Labouheyre                         | | À Navarrenx en août 1940. |
| 18 : Bordeaux         | 183 | RR               |                                                                                                 | Pau                                                                                          | | |
| 20 : Nancy            | 20  | BARP             |                                                                                                 | Sarrebourg                                                                                   | Garde des voies de communications | |
| 20 : Nancy            | 200 | BAR              |                                                                                                 | Remiremont, Sélestat                                                                         | | |
| 20 : Nancy            | 201 | RRP puis BARP    |                                                                                                 | Morhange, Château-Salins                                                                     | | Commandé par les colonels Rouget puis Bertin. Devient un bataillon le 1er juin 1940. Replié à Villeneuve-sur-Lot. |
| 20 : Nancy            | 202 | RRP              |                                                                                                 | Nancy, Frouard, Toul, Lunéville                                                              | | Replié à Villeuneuve-sur-Lot |
| 20 : Nancy            | 203 | RRP              |                                                                                                 | Nancy, Toul, Sarrebourg, Château-Salins                                                      | ? 1 section de chars FT | Commandé par le lieutenant-colonel Michau. Replié à Tournon-d'Agenais |
| 20 : Nancy            | 204 | RRP              |                                                                                                 | Haguenau, Pechelbronn, Saverne, Troisfontaines                                               | | Replié à Tournon-d'Agenais |
| 20 : Nancy            | 205 | RRP              |                                                                                                 | Strasbourg, Schiltigheim, Erstein, Benfeld                                                   | Cinq bataillons | Commandé par le colonel de Warren. Dès septembre 1939, affecté à la protection de Strasbourg quasi-complètement évacué. Participe à la protection des œuvres d'art des musées de Strasbourg lors de l'arrivée des Allemands en juin 1940.                                                                             |
| 20 : Nancy            | 206 | RRP              |                                                                                                 | Schirmeck, Molsheim, Brumath, Barr, Dorlisheim                                               | ? 1 section de chars FT | Replié à Thiézac |
| 20 : Nancy            | 207 | RRP              |                                                                                                 | Épinal, Rambervillers, Bruyères, Saint-Dié                                                   | | Replié à Boulens (Suisse) |
| 20 : Nancy            | 208 | RRP              |                                                                                                 | Neufchâteau                                                                                  | | Replié à Villeneuve-sur-Lot |
| Paris                 | 211 | RR               |                                                                                                 | Paris (banlieue nord-ouest)                                                                  | | . Replié à Labastide-d'Armagnac. |
| Paris                 | 212 | RR               |                                                                                                 | Paris (banlieue nord-est)                                                                    | | Commandé par les lieutenants-colonels Girardin puis Roger, puis par le colonel Colin et enfin le lieutenant-colonel Hemery. Se replie vers la Loire à partir du 13 juin 1940, capturé près de Pithiviers. Le reliquat replié au Mas-d'Agenais                                                                         |
| Paris                 | 213 | RR               |                                                                                                 | Paris (banlieue sud)                                                                         | | Commandé par le lieutenant-colonel Nicolle. Caserné à La Tour-Maubourg. Journal de la 4e compagnie : Le Dernier né. Replié à Hautefaye. |
| Paris                 | 214 | RR               |                                                                                                 | Paris                                                                                        | Garde des voies de communication et d'ouvrages | Commandé par le colonel Geoffroy. Replié à Sainte-Marthe (Lot-et-Garonne). |
| Paris                 | 215 | RR               |                                                                                                 | Versailles, Villacoublay                                                                     | | Commandé par le lieutenant-colonel Pariser. Replié à Oradour, dépôt à Arzacq-Arraziguet |
| Paris                 | 216 | RR               |                                                                                                 | Fontainebleau, Meaux                                                                         | ? 1 section de chars FT | Replié à Sainte-Alvère et Cendrieux |
| Paris                 | 217 | RRT              |                                                                                                 | Fontainebleau                                                                                | | |
| Paris                 | 218 | RRT puis BRT     |                                                                                                 | Melun                                                                                        | | Affecté aux voies ferrées. Commandé par le colonel Le Camus puis réduit à un bataillon le 16 février 1940, commandé par les capitaines Roux puis André. Replié à Artigat. |
| Paris                 | 219 | RRT              |                                                                                                 | Provins                                                                                      | | Commandé par le colonel Berne. Affecté aux travaux de la position de défense autour de Melun. |
| Paris                 | 220 | RRT              | CMI 111 (Coulommiers)[réf. souhaitée]                                                           | Coulommiers                                                                                  | 3 bataillons : 14 compagnies 1 section de transport hippomobile 1 compagnie de parc[réf. souhaitée] | Formé de réfugiés étrangers ou de communistes, affectés au travail car peu fiables. Replié à Limoges |
| Paris                 | 221 | RRT              |                                                                                                 | Meaux (1939)                                                                                 | | Commandé par le lieutenant-colonel Davet et ensuite par les chefs de bataillon Thévenin puis Chauvin. Affecté au Secteur fortifié des Flandres en novembre 1939. Organise dès le 24 mai 1940 la défense de Dunkerque, où il est capturé le 4 juin.                                                                    |
| Paris                 | 222 | RRT              |                                                                                                 | Étavigny                                                                                     | | Commandé par le colonel Margaine. Travaille aux travaux de défense de Paris en Seine-et-Marne puis rejoint le Jura en mars 1940. Replié à Thiviers. |
| Paris                 | 223 | RRT              |                                                                                                 | La Neuville-d'Aumont[réf. à confirmer]                                                       | | |
| Paris                 | 224 | RRT              |                                                                                                 | Luzarches                                                                                    | | Replié dans les Landes |

## Personnalités ayant servi dans un régiment régional
- Louis Aragon, médecin auxiliaire au 220e RRT en novembre 1939 avant de rejoindre la 3e DLM[55] ;
- Marcel Barillé, lieutenant-colonel du 77e RR[56] ;
- Henri de Beaucorps, colonel du 51e RR ;
- René Caron, lieutenant au 28e RR ;
- Pierre Dac, au 212e RR ;
- Pierre Denis, lieutenant de défense passive au 212e RR avant d'être muté[57] ;
- Marcel Dingeon, commandant la 5e compagnie du 28e RR ;

- Jacques Doriot, au 24e RR, décoré de la croix de guerre pour son comportement au pont de Sully-sur-Loire les 17 et 20 juin[17] ;
- Fernand Ledoux, au 212e RR ;
- Louis Lépine, au 205e RR[52] ;
- Émile Molet, sergent au 28e RR ;
- Joseph Rault, au 28e RR en 1938 et au 24e RR en 1939-1940[58] ;
- Auguste Sempé, au 173e RR ;
- Louis Thomas, lieutenant au 205e RR.